# Pièces pour piano d'Anton Bruckner
Anton Bruckner a composé une cinquantaine de petites pièces pour piano, les premières vers 1850, la dernière en 1868.

## Pièces pour piano à deux mains
Sept pièces sont éditées dans le Volume XII/2 de la Bruckner Gesamtausgabe. La plupart de ces pièces ont été composées pour des élèves pendant son séjour à l'Abbaye de Saint-Florian (1845-1855) et pendant la période d'étude auprès de Kitzler à Linz (1855-1868) :
- quatre Lancier-Quadrille (quadrilles des lanciers), WAB 120, en do majeur, composés vers 1850 sur des mélodies de Der Wildschütz et de Zar und Zimmermann d'Albert Lortzing et La Fille du régiment de Gaetano Donizetti[3], comme exercice pour piano pour son élève Aloisia Bogner[4] : Bruckner Gesamtausgabe, Volume XII/2, n° 1[5],[6] ;
- Steiermärker (De Styrie), WAB 122, une pièce de 32 mesures en sol majeur, composée également vers 1850 pour Aloisia Bogner[4] : Bruckner Gesamtausgabe, Volume XII/2, n° 2[5]. Cette pièce est une sorte de Ländler stylisé en forme A-B-C-A[6] ;
- Klavierstück, WAB 119, une « pièce pour piano » de 18 mesures en mi bémol majeur, composée vers 1856 pour ses élèves : Bruckner Gesamtausgabe, Volume XII/2, n° 3[5],[7],[8] ;
- Sonatensatz, WAB 243[9], un premier « mouvement de sonate » de 194 mesures en sol mineur, trouvé dans les pages 157–164 du Kitzler-Studienbuch : Bruckner Gesamtausgabe, Volume XII/2, n° 7 (Addendum). La partition partiellement incomplète pour la main gauche a été complétée par Walburga Litschauer[10],[11] ;
- Stille Betrachtung an einem Herbstabend (Calme méditation durant une soirée d'automne), WAB 123, une pièce de 58 mesures en fa dièze mineur. Une paraphrase du Lied ohne Worte opus 30, n° 6 de Mendelssohn, que Bruckner composa le 10 octobre 1863 pour Emma Thanner : Bruckner Gesamtausgabe, Volume XII/2, n° 4[7],[12] ;
- Fantasie, WAB 118, une fantaisie de 119 mesures en deux parties en sol majeur composée le 10 septembre 1868 pour Alexandrine Soika : Bruckner Gesamtausgabe, Volume XII/2, n° 5[7],[10] ;
- Erinnerung (Souvenir), WAB 117, une pièce de 52 mesures en la bémol majeur composée vers 1868 : Bruckner Gesamtausgabe, Volume XII/2, n° 6[10],[13].

### Pièces pour piano pendant la période d'étude auprès de Kitzler
Une cinquantaine d'autres pièces pour piano, que Bruckner a composées en 1862 pendant la période d'étude auprès de Kitzler, se trouvent dans le Kitzler-Studienbuch,. Une liste non exhaustive :
- Walzer : valse en mi bémol majeur, WAB 224/1 : p. 25[17] ;
- Walzer : valse en do majeur, WAB 224/2 : p. 26[18] ;
- quatre Polkas en do majeur, WAB 221 : p. 27-28 ;
- Galopp : galop en do majeur, WAB add 239 : p. 29[19] ;
- Mazurca : mazurka en la mineur, WAB 218 : p. 29[20] ;
- Menuett : menuet en do majeur, WAB 219 : p. 30[21] ;
- « Étude » (sans nom) en do majeur : p. 30 ;
- deux périodes musicales en do majeur : p. 31 ;
- Menuett : menuet et trio en sol majeur, WAB 220 : p. 35[22] ;
- Marsch : marche en do majeur, WAB 217/1 : p. 36[23] ;
- Marsch : marche en ré mineur, WAB 217/2 : p. 37[23] ;
- Duo en la mineur, WAB 213 : p. 39[24] ;
- Marsch : marche en fa majeur, WAB 217/3 : p. 41[23] ;
- Andante für Klavier : Andante en mi bémol majeur, WAB 211/1 : p. 49[25] ;
- Andante für Klavier : Andante en ré mineur, WAB 211/2 : p. 50-51[26] ;
- Etüde : étude en sol majeur, WAB 214 : p. 77-78[27] ;
- Chromatische Etüde : étude chromatique en fa majeur, WAB 212 : p. 79-80[28] ;
- cinq Variationen über ein Thema, WAB 223
  - Thème et variations en sol majeur : p. 81 ;
  - Thème et variations en la majeur : p. 82–83 ;
  - Thème et variations en la majeur : p. 84 & p. 86 ;
  - Thème et variations en sol majeur : p. 84–85 ;
  - Thème et variations en sol majeur : p. 87–90[29] ;
- Thème en fa majeur : p. 90 ;
- Sept rondos, WAB 222[30] ;
  - Rondo en sol majeur : p. 105-108 ;
  - Rondo en ut mineur : p. 109-111 ;
  - Rondo en ré mineur : p. 112-115 ;
  - Rondo en fa majeur : p. 116-121 ;
  - Rondo en sol majeur : p. 122-125 ;
  - Rondo en mi mineur : p. 126-129 ;
  - Rondo en mi bémol majeur : p. 130-134 ;
- Cinq esquisses de sonate, WAB add 242 : p. 140–156[31] ;
- Quatre Fantasien, WAB 215[32] ;
  - Fantaisie en ré mineur : p. 213–214 ;
  - Fantaisie en do mineur : p. 215–216 ;
  - Fantaisie en mi bémol majeur : p. 216–217 ;
  - Fantaisie en fa majeur : p. 217–218 ;
- Cinq Klavierstücke, WAB 216 : p. 225–227[33].

## Pièces pour piano à quatre mains
- Drei kleine Stücke, WAB 124, trois pièces faciles (sol majeur, sol majeur et fa majeur), composées en 1853, 1854 et 1855, pour les enfants de Josef Marböck, pour être jouées lors de l'anniversaire de leur père : Bruckner Gesamtausgabe, Volume XII/3, n° 1[10].
- Quadrille, WAB 121, composé  vers 1854 pour Marie Ruckensteiner : Bruckner Gesamtausgabe, Volume XII/3, n° 2[34]. Il est composé de six parties : Pantalon (la majeur), Été (ré majeur), Poule (la majeur), Trénis (fa majeur), Pastourelle (ré mineur) et Finale (mi majeur). Une orchestration straussienne de la pièce par Wolfgang Dörner (*1959) a été exécutée par Christian Thielemann lors du concert du Nouvel An 2024[35],[36].

## Discographie
Il y a environ dix enregistrements de Erinnerung, WAB 117. Les autres pièces sont beaucoup moins enregistrées.
Sept enregistrements sont dédiés aux pièces pour piano de Bruckner :
- Wolfgang Brunner et Michael Schopper, Anton Bruckner – Piano works – CD : CPO 999 256-2, 1996 (les pièces pour piano des volumes XII/2 et XII/3) ;
- Fumiko Shiraga, Anton Bruckner – Piano works – CD : Bis-CD-1297, 2001 (les pièces pour piano du volume XII/2) ;
- Ana-Marija Markovina et Rudolf Meister, Anton Bruckner (1824 - 1896), Piano Works – CD : Hänssler Classic HC17054, 2018 (les pièces pour piano des volumes XII/2 et XII/3, ainsi que 13 pièces pour piano du Kitzler-Studienbuch) ;
- Francesco Pasqualotto, Bruckner Complete Piano Music – CD : Brilliant Classics 95619, 2019 (les pièces pour piano du volume XII/2, ainsi que 21 pièces pour piano du Kitzler-Studienbuch) ;
- Todor Petrov, Bruckner - L'œuvre pour piano seul - CD : Forgotten Records FR 1998/9, 2021 (les pièces pour piano du volume XII/2, ainsi que 39 pièces pour piano du Kitzler-Studienbuch) ;
- Christoph Eggner, Anton Bruckner - Klavierstücke aus dem Kitzler-Studienbuch  - CD Gramola 99282, 2023 (24 pièces pour piano du Kitzler-Studienbuch sur un pianoforte Bösendorfer restauré ayant appartenu à Bruckner) ;
- Mari Kodama Bruckner Piano Works – SACD PENTATONE PTC 5187 224, 2024  (les pièces pour piano du volume XII/2, ainsi que 10 pièces pour piano du Kitzler-Studienbuch).

## Sources
- August Göllerich, Anton Bruckner. Ein Lebens- und Schaffens-Bild, c. 1922 – édition posthume par Max Auer, G. Bosse, Ratisbonne, 1932.
- Anton Bruckner – Sämtliche Werke, Band XII/2: Pièces pour piano solo (1850-1869), Musikwissenschaftlicher Verlag der Internationalen Bruckner-Gesellschaft, Walburga Litschauer (Éditeur), Vienne, 1989 (Aussi sur IMSLP: Neue Gesamtausgabe: XII/2. Werke für Klavier zu zwei Händen).
- Anton Bruckner – Sämtliche Werke, Band XII/3: Pièces pour piano à quatre mains (1853-1855), Musikwissenschaftlicher Verlag der Internationalen Bruckner-Gesellschaft, Walburga Litschauer (Éditeur), Vienne, 1989.
- Anton Bruckner – Sämtliche Werke, Band XXV: Das Kitzler Studienbuch (1861-1863), fac-similé, Musikwissenschaftlicher Verlag der Internationalen Bruckner-Gesellschaft, Paul Hawkshaw et Erich Wolfgang Partsch (Éditeurs), Vienne, 2015.
- Uwe Harten, Anton Bruckner. Ein Handbuch. Residenz Verlag, Salzbourg, 1996.  (ISBN 3-7017-1030-9).
- Cornelis van Zwol, Anton Bruckner 1824-1896 – Leven en werken, uitg. Thot, Bussum, Pays-Bas, 2012.  (ISBN 978-90-6868-590-9).
- Crawford Howie, Anton Bruckner – A documentary biography, édition révisée en ligne.